# Birago Diop
Pour les articles homonymes, voir Diop.
Birago Diop (12 décembre 1906 à Ouakam, Dakar, Sénégal - 25 novembre 1989 à Dakar) est un écrivain et poète, connu notamment pour ses rapports avec la négritude, et la mise par écrit de contes traditionnels de la littérature orale africaine, notamment Les Contes d'Amadou Koumba. Par ceux-ci, d'après les mots de Roland Colin, Birago Diop « a ouvert l'une des voies qui mènent à l'Esprit négro-africain. » Léopold Sédar Senghor admirait également cette mise par écrit de contes que Birago Diop « rénove [...] en les traduisant en français, avec un art qui, respectueux du génie de la langue française — cette « langue de gentillesse et d'honnêteté » —, conserve, en même temps, toutes les vertus des langues négro-africaines. »

## Biographie
Birago Diop fils d'Ismael Saleh Diop et Sokhna Faty Diawara[réf. souhaitée] est élevé par sa mère avec ses frères ainés. Il naît et grandit à Ouakam où il suit à la fois l'enseignement coranique et l'école française. Séjournant en France à l'occasion de ses études de médecine vétérinaire à l'école nationale vétérinaire de Toulouse, dont il obtient le diplôme en 1934, il rencontre Léopold Sédar Senghor (premier président du Sénégal) et s'associe au mouvement de la négritude. Exerçant comme vétérinaire de brousse dans plusieurs pays africains (Soudan, Côte d'Ivoire, Haute-Volta, Mauritanie), Birago Diop s'intéresse aux contes qui ont cours dans les différentes parties de l'AOF. Il recueille alors des contes et fables du griot Amadou Koumba et les met par écrit pour son premier recueil, publié en 1947.
Il est nommé par le président Léopold Sédar Senghor ambassadeur du Sénégal à Tunis, la capitale de la Tunisie de 1960 à 1963.
En 1964, il ouvre la clinique vétérinaire du Point E à Dakar. Il avait épousé  Marie-Louise Paule Pradère

## Œuvres

### Contes
- Les Contes d'Amadou Koumba, Paris, Fasquelle, coll. « Écrivains d'Outre-Mer », 1947
  - Rééd. Paris/Dakar, Présence Africaine, 1960
- Les Nouveaux Contes d'Amadou Koumba, préface de Léopold Sédar Senghor, Présence Africaine, 1958
- Contes et lavanes, Présence Africaine, 1963 - Grand prix littéraire d'Afrique noire (1964[3].)
- Contes d'Awa, Dakar, Les Nouvelles Éditions Africaines, 1977
- Et pour les contes il y a aussi Samba-de-la-Nuit
- Les mamelles

### Poésie
- Leurres et Lueurs, Présence Africaine, 1960

« Souffles », le célèbre poème de Birago Diop, publié dans ce recueil, est déjà publié dans une version courte, dans l'Anthologie de la nouvelle poésie nègre et malgache de Léopold Sédar Senghor, publiée en 1948.
- L'Os de Mor Lam, Dakar, Les Nouvelles Éditions Africaines, 1966. La pièce a été mise en scène par Peter Brook au Théâtre des Bouffes du Nord, à Paris en 1979. Elle a été traduite en hébreu par Ouriel Zohar et mise en scène au Théâtre du Technion à Haïfa, et dans les Universités de Murcie et Alicante en Espagne en 1995.

### Mémoires
- La Plume raboutée, Présence Africaine / Les Nouvelles Éditions Africaines, 1978
- À Rebrousse-temps, Présence Africaine, 1982
- À Rebrousse-gens, Présence Africaine, 1985
- Du Temps de..., Paris, L'Harmattan, coll. « Mémoires africaines », 1987
- Et les yeux pour me dire, Paris, L'Harmattan, coll. « Mémoires africaines », 1989